# 8875 Fernie
A 8875 Fernie (ideiglenes jelöléssel 1992 UP10) a Naprendszer kisbolygóövében található aszteroida. Edward L. G. Bowell fedezte fel 1992. október 22-én.